# Alvaradoa subovata
Alvaradoa subovata, conocida comúnmente como pichi blanco o pichi-pichi, es una especie de plantas leñosas perennes perteneciente a la familia Pricramniaceae. Crece en Bolivia y  en el noroeste argentino, en la provincia fitogeográfica de las yungas, entre los 1000 y 1600 m s. n. m..

## Descripción
Árbol dioico, de 4-6 m de altura, tronco 25 cm diámetro. Hojas alternas de hasta 25 cm long., con hasta 24 folíolos glabros a ligeramente pubescentes en el envés, de bordes enteros, ápice emarginado, color verde oscuro en el haz y más claro en el envés, de hasta 35 mm long. x 15 mm lat.
Flores pistiladas en racimos péndulos, densifloros, axilares o terminales, de hasta 15 cm long. Pedicelos pubescentes de 5 mm long. Sépalos 5, soldados en su mitad inferior, pubescentes, de hasta 2 mm long. Gineceo ovado-oblongo, amarillento, lateralmente triangular-aplanado, de hasta 3 mm long., con pelos ocráceos largos en las aristas, cortos y adpresos en ambas caras; estilos 3, subulados, arqueados. Flores estaminadas de 3 mm long. x 2 mm lat., en racimos péndulos multifloros, terminales o axilares, hasta de 18 cm long. Sépalos similares a la flor pistilada, externamente pubescentes, de 2 mm long. Pétalos 5, filiformes, de 2,0-2,5 mm long., curvados hacia el interior. Estambres 5, largamente exsertos, filamentos pilosos en la base, hasta de 4 mm long., insertos sobre un disco basal 5-lobado, densamente piloso en la parte superior.
Fruto capsular, elíptico-lanceolado, lateralmente triangular-aplanado, pubescente, uniseminado, de 15 mm long. x 5 mm lat. Semilla alargada, de 6 mm long. x 2 mm lat.